# Ламперти, Джованни Баттиста
Джованни Баттиста Ламперти (итал. Giovanni Battista Lamperti; 18 марта 1839, Милан — 24 июня 1910, Берлин) — итальянский вокальный педагог. Сын и ученик Франческо Ламперти.
Ребёнком пел в хоре мальчиков Миланского кафедрального собора, затем учился в Миланской консерватории, позже ассистировал в качестве аккомпаниатора в классе своего отца. Последние 20 лет жизни работал в Германии: в Дрездене, а затем в Берлине. Среди учеников Ламперти-младшего были, в частности, Марцелла Зембрих (позднее занимавшаяся и у его отца), Эмми Шарлотта Акте, Эрнестина Шуман-Хейнк, Роберто Станьо, Шарлотта Бурнонвиль и др.
Ламперти опубликовал восемь томов сольфеджио и упражнений под названием «Школа пения» (итал. Scuola di Canto). Кроме того, его ученик Уильям Эрл Браун собрал и напечатал высказывания Ламперти о музыке и обучении ей в книге «Вокальная мудрость: Максимы Джованни Баттиста Ламперти» (англ. Vocal Wisdom: Maxims of Giovanni Battista Lamperti).